# 汤姆塔

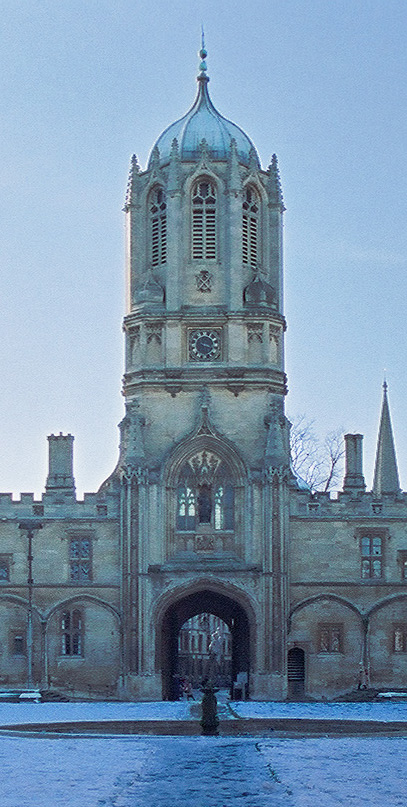
汤姆塔

汤姆塔（Tom Tower）是英国牛津的一个钟楼，以塔内的大汤姆钟命名。它位于牛津大学基督堂学院的主入口，在St Aldate's街上的汤姆门上方，通往汤姆方庭。汤姆塔是由克里斯多佛·雷恩设计，建于1681至1682年，后期哥特式风格 — 一种已经有一百五十年未被重要建筑采用的风格，使汤姆塔成为18世纪中叶哥特复兴运动孤独的先驱。

## 大汤姆
塔内的大汤姆，是牛津大学声音最响亮的钟。它的重量为6.25吨。大汤姆最初叫“玛丽”，悬挂在12世纪的Osney修道院，1545年解散修道院时迁移到圣Frideswide教堂，后在某时它被命名为“汤姆”。

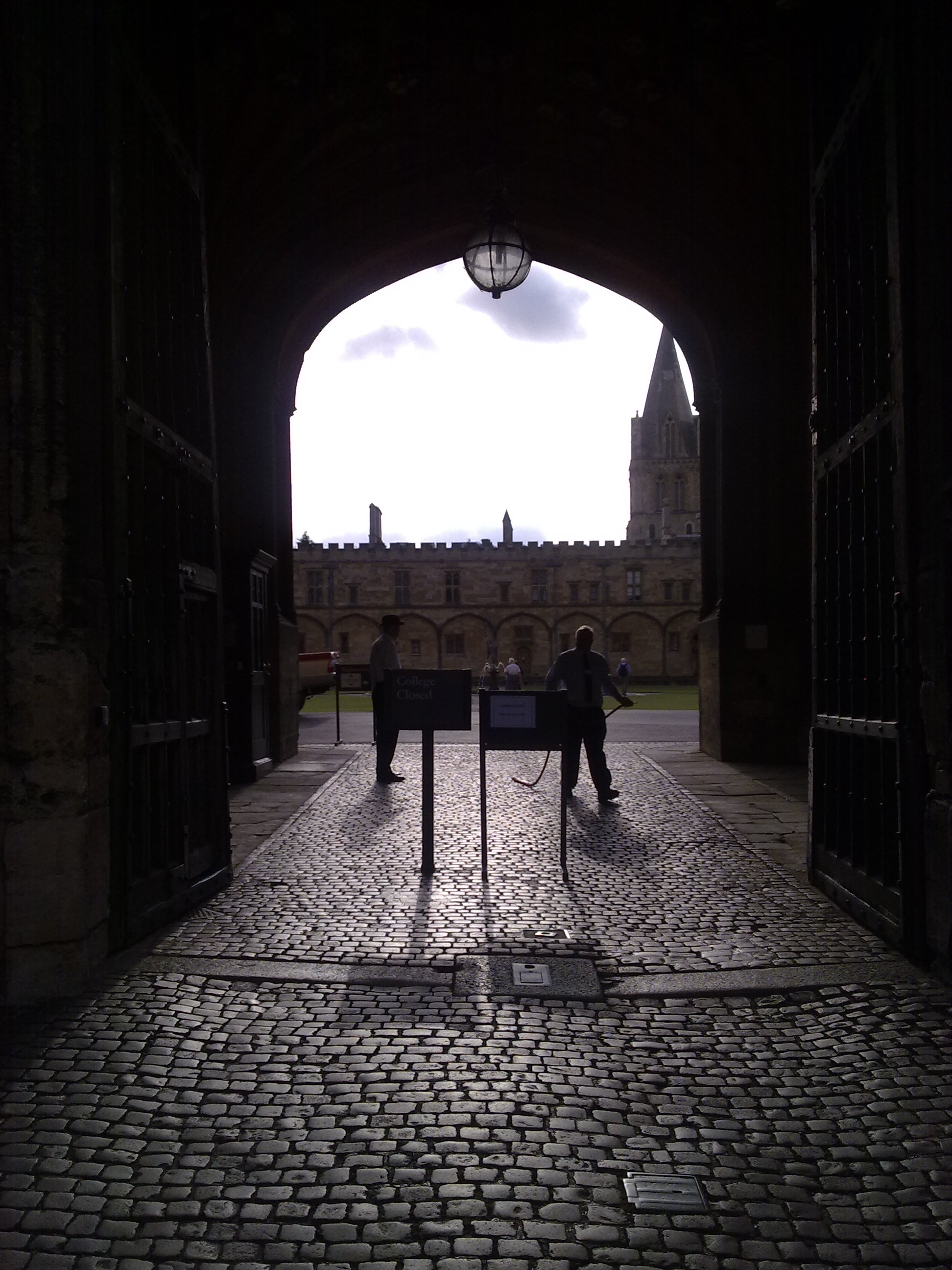
汤姆门